# كريستيان بيك
كريستيان بيك (بالألمانية: Christian Beck)‏ (10 مارس 1988 بإرفورت في ألمانيا - ) هو لاعب كرة قدم ألماني (وحمل سابقاً جنسية ألمانيا الشرقية) في مركز الهجوم. لعب مع نادي ماغديبورغ وFC Rot-Weiß Erfurt ‏ ونادي هالشر وTorgelower FC Greif ‏ وVfB Germania Halberstadt ‏.

## وصلات خارجية
- كريستيان بيك على موقع قاعدة بيانات كرة القدم.إي يو (الإنجليزية)
- كريستيان بيك على موقع بيانات كرة القدم. دي إي (الألمانية)
- كريستيان بيك على موقع عالم كرة القدم.نت (الإنجليزية)